# Byturus fumatus
Byturus fumatus is een keversoort uit de familie frambozenkevers (Byturidae). De wetenschappelijke naam van de soort is voor het eerst geldig gepubliceerd in 1910 door Schreiber.